# 22 januari
22 januari är den 22:a dagen på året i den gregorianska kalendern. Det återstår 343 dagar av året (344 under skottår).

## Namnsdagar

### I den svenska almanackan
- Nuvarande – Vincent och Viktor
- Föregående i bokstavsordning
  - Vanja – Namnet infördes på dagens datum 1986, men flyttades 1993 till 8 april och 2001 till 24 maj.
  - Veine – Namnet infördes på dagens datum 1986, men utgick 2001.
  - Viktor – Namnet förekom tidvis både på 6 mars, 19 april och 27 oktober före 1692, då det infördes på 22 mars. Där fanns det fram till 1993, då det flyttades till 12 mars, och 2001 till dagens datum.
  - Vincent – Namnet infördes på dagens datum 1901, som ersättning för den äldre namnformen Vincentius och har funnits där sedan dess.
  - Vincentius – Namnet fanns, till minne av Vincentius av Saragossa, en spansk diakon och martyr, död omkring 304, på dagens datum före 1901, då det utgick och ersattes av den modernare namnformen Vincent.
- Föregående i kronologisk ordning
  - Före 1901 – Vincentius
  - 1901–1985 – Vincent
  - 1986–1992 – Vincent, Vanja och Veine
  - 1993–2000 – Vincent och Veine
  - Från 2001 – Vincent och Viktor
- Källor
  - Brylla, Eva (red.): Namnlängdsboken, Norstedts ordbok, Stockholm, 2000. ISBN 91-7227-204-X
  - af Klintberg, Bengt: Namnen i almanackan, Norstedts ordbok, Stockholm, 2001. ISBN 91-7227-292-9

### Finlandssvenska almanackan
- Nuvarande från 2020[1] – Elof, Fridolf
- I föregående revideringar[a][2]
  - 1929–2014 – Fridolf
  - 2015–2019 – Fridolf, Elof

## Händelser
- 1437 – Fem dagar efter att den svenske upprorsledaren Erik Pukes bondehär har besegrat marsken Karl Knutssons yrkesarmé i slaget vid Hällaskogen sluts ett stillestånd mellan dem i Skultuna. Erik Puke blir dock genom svek fängslad av Karl Knutsson och avrättas i början av februari. Därmed är hans uppror över.
- 1881  - New York-obelisken reses, Central Park, New York, invigning 22 februari
- 1901 – När Storbritanniens regerande drottning Viktoria dör efter 63 år på tronen blir hennes son Edvard VII kung av Storbritannien.[3]
- 1905 – Blodiga söndagen äger rum i Sankt Petersburg.
- 1912 – Den svenske författaren August Strindberg uppvaktas på sin 63:dje födelsedag av 10 000 personer i ett fackeltåg utanför sin bostad. Han får ett alternativt Nobelpris efter en insamling. Strindberg avlider knappt fyra månader senare.
- 1924 – Ramsay MacDonald blir Storbritanniens premiärminister, vilket är första gången landet får en regering ledd av Labourpartiet.
- 1932 – Den svenske nazistledaren Birger Furugård talar inför 6 000 människor på Hötorget i Stockholm, när de svenska nazisterna håller sitt första offentliga möte.
- 1934 – Uruppförandet av Lady Macbeth från Mzensk ägde rum.
- 1963 – Den västtyske förbundskanslern Konrad Adenauer och den franske presidenten Charles de Gaulle undertecknar det så kallade Élysée-fördraget i Élyséepalatset i Paris. Fördraget blir en milstolpe i relationerna mellan Frankrike och Tyskland och ses som slutpunkten på den månghundraåriga arvfiendskapen mellan länderna. Det träder i kraft 2 juli samma år.
- 1973
  - Den tidigare amerikanske presidenten Lyndon B. Johnson avlider.
  - USA:s högsta domstol meddelar domslut i fallen Roe v. Wade och Doe v. Bolton, vilket innebar att abort legaliseras i alla USA:s 50 delstater.
- 1980 – Det svenska vitvaruföretaget Electrolux köper metallindustrikoncernen Gränges för 725 miljoner kronor.
- 1984 – Det amerikanska datorföretaget Apple Inc. lanserar en persondator, som kallas Macintosh 128k eftersom den har 128 kilobyte Random-access memory.
- 1992 – Rymdfärjan Discovery skjuts upp på uppdrag STS-42.[4]
- 1998 – Rymdfärjan Endeavour skjuts upp på uppdrag STS-89.[4]
- 2012 – Finland håller presidentval. Ingen kandidat får majoritet, varför ett andra val hålls den 5 februari mellan de två kandidater som fick flest röster.

## Födda
- 1440 – Ivan III den store, storfurste av Moskva 1462–1505
- 1561 – Francis Bacon, engelsk filosof, vetenskapsman, advokat och statsman
- 1592 – Pierre Gassendi, fransk naturforskare och filosof
- 1690 – Nicolas Lancret, fransk målare
- 1729 – Gotthold Ephraim Lessing, tysk dramatiker, kritiker och författare i filosofi och estetik
- 1767 – Thure Drufva, svensk överste, friherre och landshövdingi Västmanlands län
- 1788 – Lord Byron, brittisk författare
- 1806 – Ludvig Manderström, svensk politiker, Sveriges utrikesstatsminister 1858–1868, ledamot av Svenska Akademien från 1852
- 1811 – Gottfried von Neureuther, tysk arkitekt
- 1849 – August Strindberg, svensk författare, dramatiker och konstnär
- 1852 – Joshua W. Alexander, amerikansk demokratisk politiker, USA:s handelsminister 1919–1921
- 1853 – Francis Hagerup, norsk politiker, statsminister 1895-1898 och 1903-1905
- 1855
  - Albert Neisser, tysk läkare
  - Carrie E. Breck, amerikansk sångförfattare
- 1860 – Chase Osborn, amerikansk republikansk politiker och publicist, guvernör i Michigan 1911–1913
- 1875 – D.W. Griffith, amerikansk filmregissör
- 1877 – Luigi Antonelli, italiensk dramatiker
- 1884 – Helge Karlsson, svensk skådespelare och teaterledare
- 1887 – David W. Stewart, amerikansk republikansk politiker, senator för Iowa 1926–1927
- 1889 – Harry Hawker, australisk flygpionjär och företagare
- 1890 – Fred M. Vinson, amerikansk jurist och politiker, USA:s finansminister 1945–1946, chefsdomare i USA:s högsta domstol 1946–1953
- 1891
  - Ivar Anderson, svensk politiker och tidningsman
  - Antonio Gramsci, italiensk politiker och marxistisk filosof
- 1897 – Arthur Greiser, tysk nazistisk politiker
- 1898 – Thor Modéen, svensk skådespelare
- 1900 – Ernst Busch, tysk skådespelare, sångare och regissör
- 1904
  - Lillemor Biörnstad, svensk skådespelare
  - George Balanchine, rysk koreograf
- 1906 – Donald S. Russell, amerikansk demokratisk politiker och jurist, senator för South Carolina 1965–1966
- 1908 – Lev Landau, sovjetisk teoretisk fysiker, mottagare av Nobelpriset i fysik 1962
- 1909
  - Porfirio Rubirosa, dominikansk playboy, idrottsman och diplomat
  - Ann Sothern, amerikansk skådespelare
  - U Thant, burmesisk diplomat, Förenta nationernas generalsekreterare 1961–1972
- 1911 – Bruno Kreisky, österrikisk politiker, Österrikes förbundskansler 1970–1983
- 1920
  - Irving Kristol, amerikansk politisk författare och professor
  - Chiara Lubich, italiensk katolsk aktivist, grundare av lekmannarörelsen Focolare
  - Alf Ramsey, brittisk fotbollsspelare och -tränare, förbundskapten för Englands herrlandslag i fotboll 1963–1974, VM-guld 1966
- 1924 – Bengt Lindström, svensk skådespelare
- 1925 – Einar Larsson, svensk centerpartistisk politiker, landshövding i Kristianstads län 1985–1989
- 1926 – Viljo Rasila, finländsk historiker
- 1927 – Bengt Öste, svensk journalist och nyhetsankare
- 1928 – Birch Bayh, amerikansk demokratisk politiker, senator för Indiana 1963–1981
- 1930 – Kerstin Bratt, svensk skådespelare
- 1931 – Sam Cooke, amerikansk sångare, låtskrivare och entreprenör
- 1932 – Piper Laurie, amerikansk skådespelare
- 1934
  - Ann-Mari Adamsson, svensk skådespelare
  - Bill Bixby, amerikansk skådespelare
  - Pia Rydwall, svensk skådespelare
- 1936
  - Alan Heeger, amerikansk fysiker, kemist och ingenjör, mottagare av Nobelpriset i kemi 2000
  - Nyree Dawn Porter, brittisk skådespelare
- 1940 – John Hurt, brittisk skådespelare (död 2017)
- 1943 – Jim Saxton, amerikansk republikansk politiker, kongressledamot 1984–2009
- 1944
  - Wanja Basel, svensk skådespelare
  - Christina Carlwind, svensk skådespelare
  - Angela Winkler, tysk skådespelare
- 1945
  - Vibeke Løkkeberg, norsk regissör, skådespelare och manusförfattare
  - Markku Kosonen, finländsk inredningsarkitekt, timmerman och formgivare
  - Christoph Schönborn, österrikisk kyrkoman, romersk katolsk kardinal och ärkebiskop av Wien 1995–2025
- 1947 – Vladimir Oravsky, svensk regissör och författare
- 1948 – George Foreman, amerikansk tungviktsboxare
- 1949 – Steve Perry, amerikansk sångare
- 1953 – Steve Chabot, amerikansk republikansk politiker, kongressledamot 1995–2009
- 1959 – Linda Blair, amerikansk skådespelare
- 1960 – Michael Hutchence, australisk artist, sångare i gruppen INXS
- 1963 – Lasse Hautala, finländsk politiker
- 1965
  - Diane Lane, amerikansk skådespelare
  - Steven Adler, amerikansk musiker, trumslagare i gruppen Guns N' Roses 1985–1990
- 1967 – Åsa Johannisson, svensk skådespelare, koreograf, regiassistent och sångare
- 1970 – Carmela Allucci, italiensk vattenpolospelare
- 1972 – Gabriel Macht, amerikansk skådespelare
- 1977 – Hidetoshi Nakata, japansk fotbollsspelare
- 1989 – Oscar Möller, svensk ishockeyspelare
- 1990 – Sir Robert Bryson Hall II, mer känd som Logic, en amerikansk rappare, sångare, låtskrivare och skrivproducent
- 1994 – Silawan Intamee, thailändsk fotbollsspelare
- 2002 – Caitlin Clark, amerikansk basketspelare

## Avlidna
- 1592 – Elisabeth av Österrike, 37, Frankrikes drottning 1570–1574 (gift med Karl IX)
- 1666
  - Shah Jahan, 73, kejsare av Mogulriket 1627–1658
  - Anna av Österrike, 64, Frankrikes drottning 1615–1643 (gift med Ludvig XIII)
- 1815 – Johan Liljencrantz, 84, svensk friherre, greve och finansman, finansminister åt Gustav III
- 1831 – Johan August Sandels, 66, svensk greve, militär, fältmarskalk och riksståthållare i Norge
- 1840 – Johann Friedrich Blumenbach, 87, tysk antropolog, känd som den fysiska antropologins fader
- 1850 – Vincenzo Pallotti, 54, italiensk romersk-katolsk präst och helgon, grundare av pallottinerorden
- 1885 – Charles Godfrey Gunther, 62, amerikansk demokratisk politiker
- 1886 – James T. Farley, 56, amerikansk demokratisk politiker, senator för Kalifornien 1879–1885
- 1895 – Carl Johan Bergman, 77, svensk skolman och riksdagsman
- 1900 – John P. Stockton, 73, amerikansk demokratisk politiker och diplomat, senator för New Jersey 1865–1866 och 1869–1875
- 1901 – Viktoria, 81, regerande drottning av Storbritannien sedan 1837
- 1904 – Laura Vicuña, 12, chilensk jungfru och martyr
- 1909 – Emil Erlenmeyer, 83, tysk kemist
- 1919 – Carl Larsson, 65, svensk målare
- 1922
  - Benedictus XV, 67, född Giacomo Giambattista della Chiesa, påve sedan 1914
  - Elsa Andersson, 24, svensk flygare (omkommen vid fallskärmshopp)
  - Fredrik Bajer, 84, dansk politiker, mottagare av Nobels fredspris 1908
- 1942 – Walter Richard Sickert, 81, brittisk konstnär inom impressionismen
- 1951 – Harald Bohr, 63, dansk matematiker och fotbollsspelare
- 1958 – Hugo Tranberg, 72, svensk skådespelare
- 1966
  - Herbert Marshall, 75, brittiskfödd amerikansk skådespelare
  - Otto Schultze, 81, tysk sjömilitär, generalamiral 1942
- 1967 – Henry Aldous Dixon, 76, amerikansk republikansk politiker, kongressledamot 1955–1961
- 1968 – Duke Kahanamoku, 77, amerikansk simmare och surfare
- 1973 – Lyndon B. Johnson, 64, amerikansk politiker, USA:s vicepresident 1961–1963 och president 1963–1969
- 1987 – Barbro Alving, 78, svensk journalist med pseudonymerna Bang och Kärringen mot strömmen
- 1991 – Lennart Landheim, 70, svensk filmproducent och inspicient
- 1994 – Telly Savalas, 72, amerikansk skådespelare, mest känd i rollen som Kojak
- 1995
  - Rose Fitzgerald Kennedy, 104, amerikansk politikerhustru, mor till presidenten John F. Kennedy och hans bröder och systrar
  - Tore Westlund, 84, svensk klarinettist och saxofonist
- 2004 – Ann Miller, 80, amerikansk skådespelare, sångare och dansare
- 2007
  - Klas Bergenstrand, 61, svensk jurist, generaldirektör för svenska säkerhetspolisen sedan 2004
  - Abbé Pierre, 94, fransk abbot, grundare av välgörenhetsorganisationen Emmaus
- 2008 – Heath Ledger, 28, australisk skådespelare
- 2009 – Chau Sen Cocsal Chhum, 103, kambodjansk politiker, Kambodjas premiärminister 6 augusti–6 oktober 1962
- 2010
  - Carl Martin Edsman, 98, svensk professor i religionshistoria
  - Iskandar, 77, sultan av Johor sedan 1981
  - Jean Simmons, 80, brittisk skådespelare
- 2012 – Rita Gorr, 85, belgisk operasångare
- 2015
  - Wendell Ford, 90, amerikansk demokratisk politiker, Kentuckys guvernör 1971–1974
  - Inger Skote, 81, svensk barnboksförfattare
- 2018 – Ursula K. Le Guin, 88, amerikansk författare
- 2021 – Hank Aaron, 86, amerikansk basebollspelare
- 2022 – Emerich Roth, 97, tjeckoslovakisk-svensk förintelseöverlevare, författare och föreläsare
- 2023 – Thomas Hellberg, 81, svensk skådespelare
- 2024 – Arno Penzias, 90, tysk-amerikansk fysiker, mottagare av Nobelpriset i fysik 1978